# Fetești
Fetesti là một đô thị thuộc hạt Ialomița, România. Dân số thời điểm năm 2002 là 33197 người.